# Valérie Glatigny
Valérie Glatigny (Aye, 13 november 1973) is een Belgisch politica voor de MR.

## Levensloop
Glatigny studeerde in 1999 af als licentiate in de filosofie aan de Université Catholique de Louvain. Ze begon haar carrière als journaliste bij Must FM, een lokale radiozender in Habay. Vervolgens was ze van 2003 tot 2006 adviseur van Louis Michel, minister van Buitenlandse Zaken en daarna vanaf 2004 Europees Commissaris voor Ontwikkeling en Humanitaire Hulp. Van 2006 tot 2019 werkte ze dan in het Europees Parlement: eerst tot 2008 als persoonlijke assistente van Frédérique Ries, Europarlementslid voor de MR, en daarna voor de ALDE-fractie in de assemblee, van 2008 tot 2014 als beleidsadviseur over zaken als burgerrechten, mensenrechten, bescherming van minderheden, waarden, justitie en binnenlandse zaken en van 2014 tot 2017 als hoofd van de eenheid Financiën en Buitenlandse Zaken. Van 2017 tot 2019 was ze adviseur justitie, binnenlandse zaken, constitutionele zaken en cultuur op het kabinet van Europees Parlementsvoorzitter Antonio Tajani.
Bij de Europese verkiezingen van mei 2019 stond Glatigny als eerste opvolgster op de MR-lijst voor het Europees Parlement. Enkele maanden later, in september 2019, stelde de MR haar aan als minister in de Franse Gemeenschapsregering. In de regering-Jeholet had ze de bevoegdheden Hoger Onderwijs, Onderwijs voor Sociale Promotie, Universitaire Ziekenhuizen, Jeugdzorg, Justitiehuizen, Jeugd, Sport en de Promotie van Brussel. Op 6 juli 2023 deelde Glatigny mee haar ambt om medische redenen neer te leggen. Ze werd als minister van Hoger Onderwijs, Universitaire Ziekenhuizen, Jeugdzorg, Justitiehuizen, Justitie en de Promotie van Brussel opgevolgd door Françoise Bertieaux, haar bevoegdheden Sport en Onderwijs voor Sociale Promotie werden overgenomen door minister-president Pierre-Yves Jeholet.
Glatigny werd bij de federale verkiezingen van 9 juni 2024 lijsttrekker voor haar partij in de kieskring Brussel-Hoofdstad en als dusdanig verkozen in de Kamer van volksvertegenwoordigers.
Een maand na deze verkiezingen, op 16 juli 2024, werd Glatigny opnieuw minister in de Franse Gemeenschapsregering, ditmaal bevoegd voor Verplicht Onderwijs. Daarnaast werd ze viceminister-president in deze regering.
Valérie Glatigny is woonachtig in Oudergem, waar ze sinds december 2024 gemeenteraadslid is.